# Parc des Buttes-Chaumont

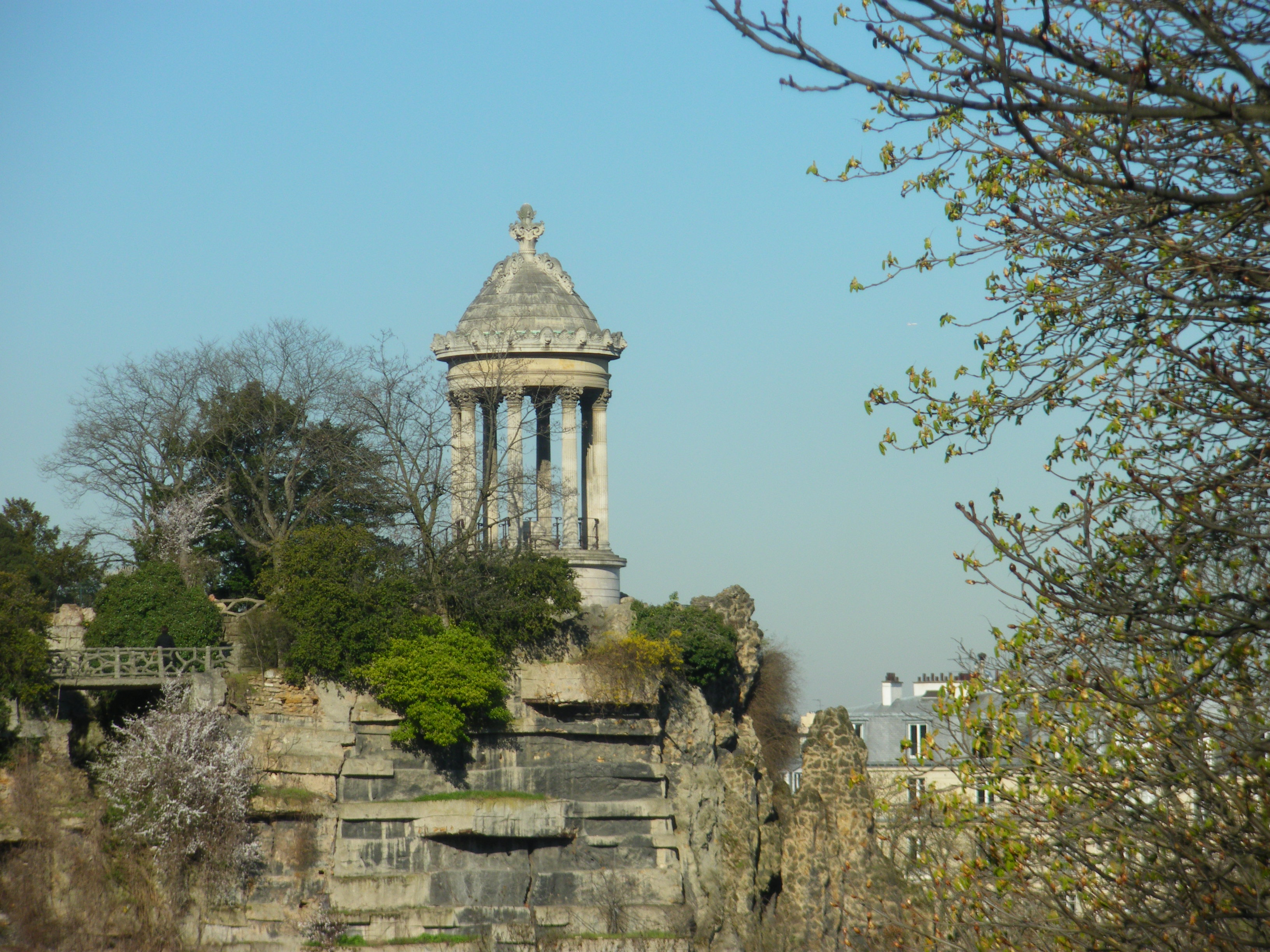
El templo de la Sibila, construido en 1869 por el arquitecto Gabriel Davioud

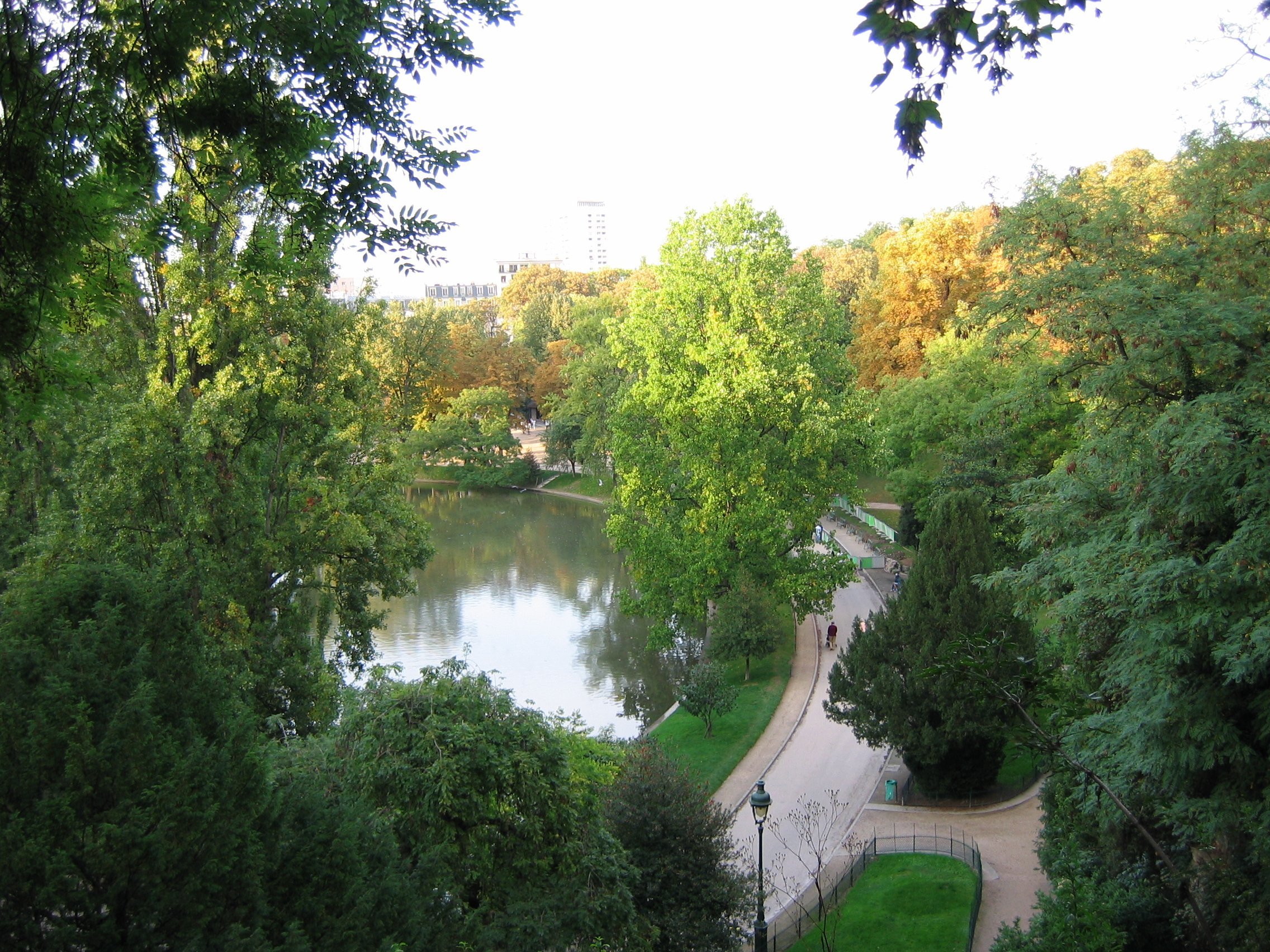
Vista del parque.

El parque des Buttes-Chaumont (en francés Parc des Buttes-Chaumont, pronunciado [paʀk de byt ʃomɔ̃] según la notación del AFI) es un jardín público situado en el noreste de París, en el XIX distrito. Creado en 1867 y con una superficie de 247.316 m², es el más escarpado y el tercero más grande de los 426 jardines de París (el primero es el parque de la Villette y el segundo el jardín de las Tullerías). Napoleón III lo mandó realizar a Haussmann; su creador fue Jean-Charles Alphand, quien acondicionó también el bois de Boulogne, quien hizo uso de las curvas destronando la línea recta de la tradición francesa del paisaje.

## Situación
En este barrio al noreste de París se encontraban antiguas canteras de extracción de yeso y de piedras moleñas para la construcción de los inmuebles parisinos de los distritos centrales. El parque está construido sobre la más grande de estas canteras cerca del quartier d'Amérique. Está limitado por 4 vías principales: al oeste y noroeste la rue Manin, al noreste por la rue de Crimée, al sur por la rue Botzaris y al suroeste por la avenida Simón Bolívar. 
Su entrada principal se encuentra en la plaza Armand-Carrel donde se encuentra el ayuntamiento del Distrito XIX, en las proximidades de la estación de metro Laumière sobre la línea 5. También es posible el acceso por otras entradas a la altura de las estaciones Bolívar, Buttes-Chaumont y Botzaris de la línea 7 bis.

## Descripción
El parque contiene una gran diversidad de plantas, siendo el parque público parisino con más variedad de especies. Cabe destacar un sophora cuyas ramas reposan sobre las aguas del lago, un plátano oriental plantado en 1862 (6,35 m  de circunferencia), una acacia de tres espinas, un avellano mediterráneo, dos ginkgos bilobas, un olmo siberiano y un cedro del Líbano plantado en 1880.

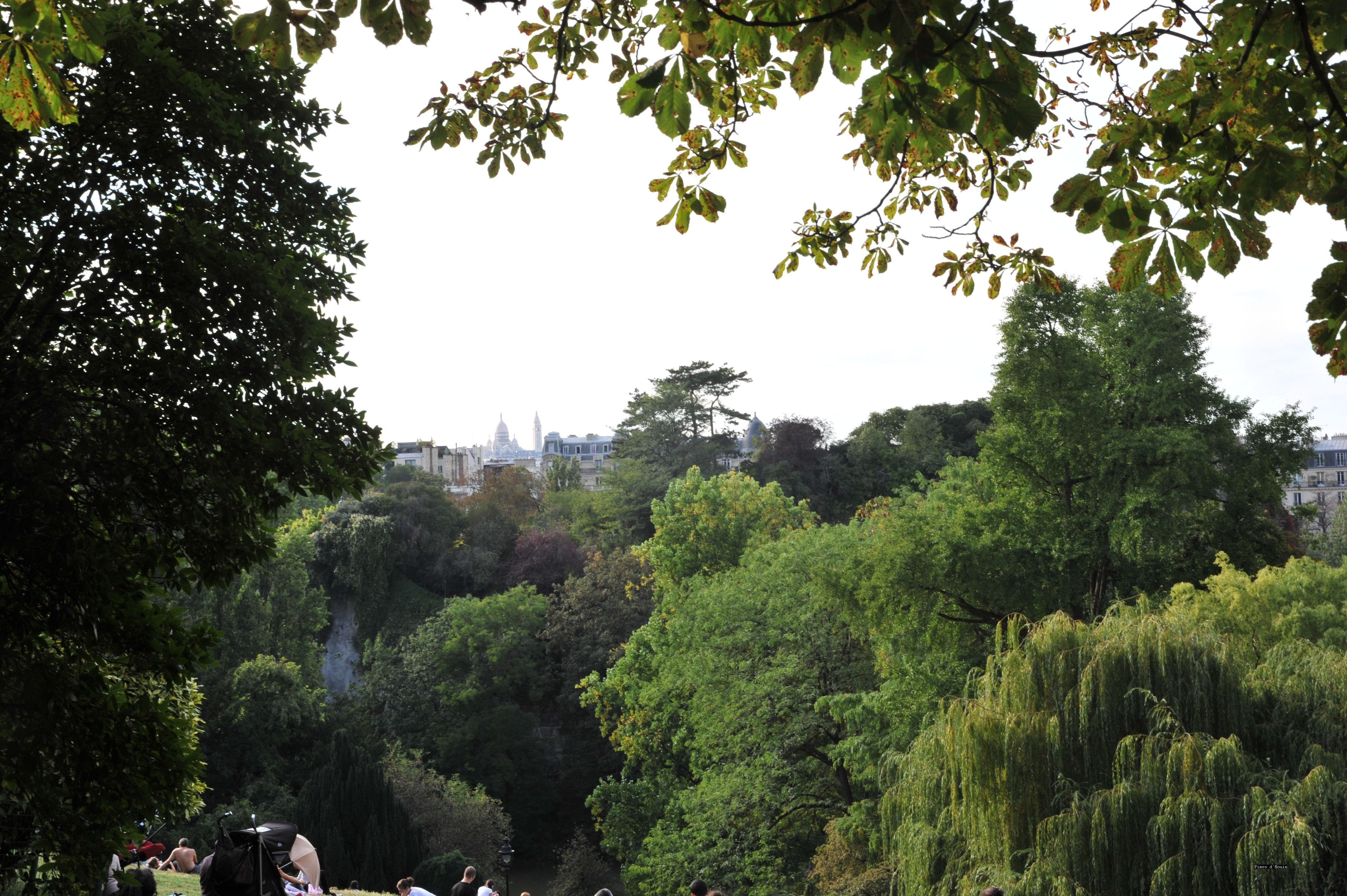
Montmartre visto desde las Buttes-Chaumont.

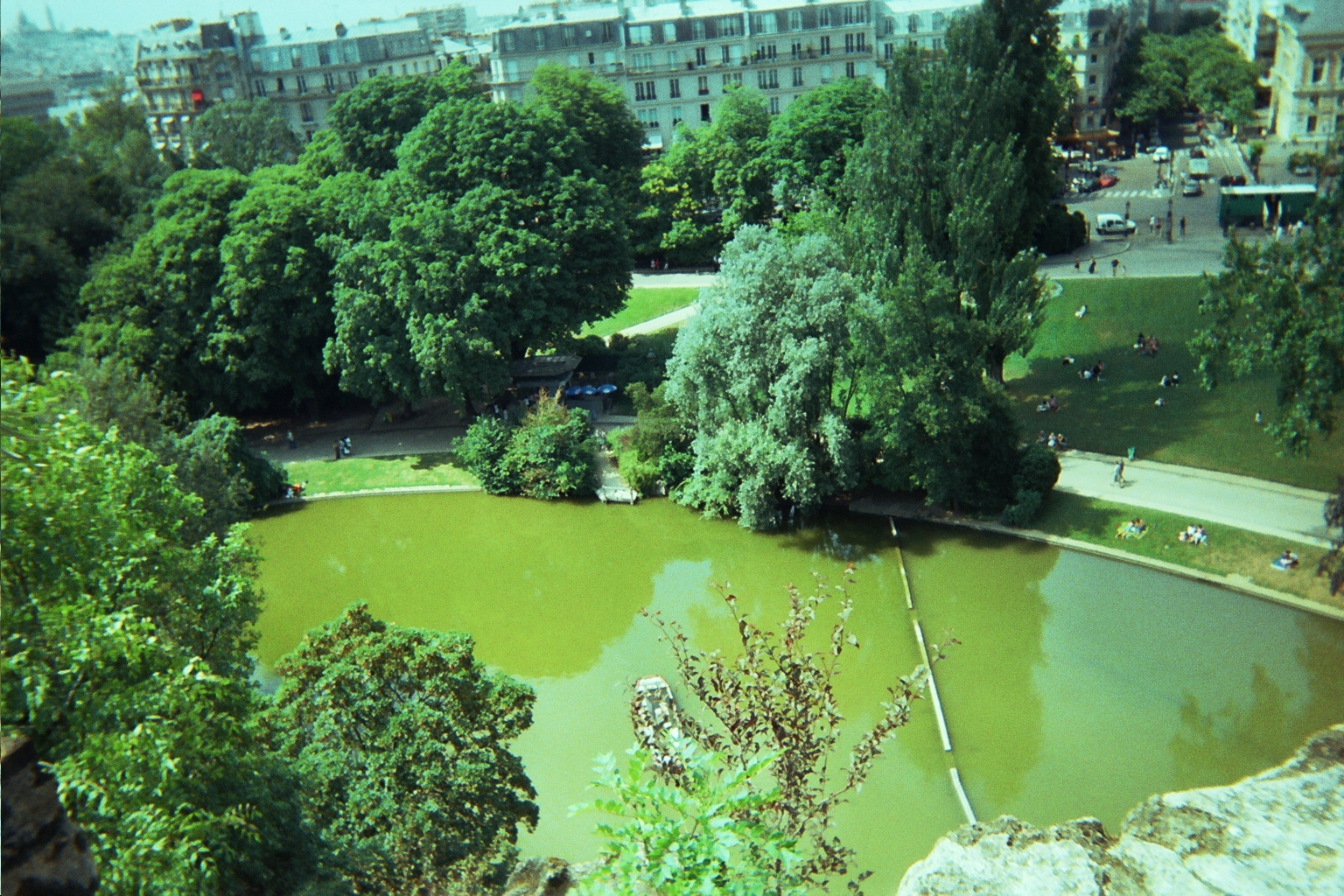
El lago des Buttes-Chaumont visto desde el borde del templo de la Sibila.

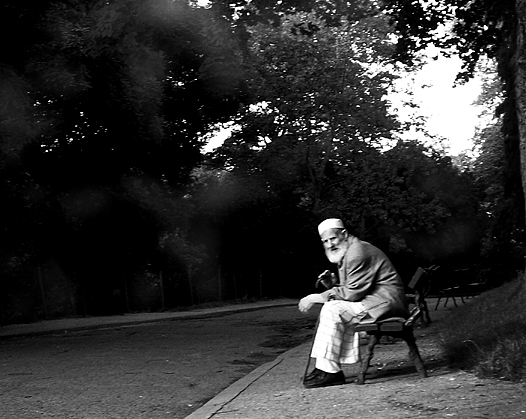
Un anciano en el parque.

Una multitud de aves comparten el territorio. Cuervos, gorriones y palomas son las más populares. Estorninos, urracas, petirrojos, carboneros, herrerillos, verderones, pinzones, trepadores azules, reyezuelos, y acentores abundan. En la primavera se unen la curruca capirotada, el látigo, el papamoscas... Y no es raro ver u oír carboneros de larga cola, enredaderas, pájaros carpinteros (incluyendo el pito real y el pico menor). En el lago, pollas de agua, ánades reales y patos de Berbería, pintail, tarro blanco Ruddy, gansos, garzas, gaviotas y gaviotas negro de cabeza (especialmente en invierno)... También se puede observar la lavandera, y a veces el Martín pescador común.
Una isla rocosa se erige en el centro de su célebre lago, y desvela un romántico pequeño templo de la Sibila, que ocupa el emplazamiento exacto de antigua cantera a cielo abierto, mientras que la gruta se sitúa a la entrada de una cantera subterránea.
El parque fue inaugurado el 1 de abril de 1867, al mismo tiempo que la Exposición universal del Champ-de-Mars. Asistido por el jardinero Barillet-Deschamps, el arquitecto Davioud, y el ingeniero Belgrand, Jean-Charles Alphand transformó las antiguas canteras, excavando un lago y una gruta decorada con falsas estalactitas, y haciendo brotar cascadas y arroyos. Davioud también realizó una parte del ayuntamiento del distrito XIX.
El parque tomó el nombre de la colina, Chaumont que, según todas las hipótesis, procede de la contracción de las palabras chauve ('calvo', en español) y mont ('monte', en español).

## Datos de interés
- 25 hectáreas de superficie (247 316 m²)
- 12 ha de césped
- 6 ha de plantaciones
- 1,5 ha de lago
- 1 ha de rocas
- 4,5 ha de zonas de circulación
- 5,5 km de senderos
- 2,2 km de caminos

El parque des Buttes-Chaumont, que cuenta con 6 pabellones en las entradas principales y 3 restaurantes,  está formado por:
- un lago —de 1,5 ha de superficie, alimentado por dos arroyos, con una escalera excavada en el interior de la roca que permite descender hasta el lago, de 173 escalones—, y su île du Belvédère;
- dos puentes —uno en albañilería, el pont des suicidés, de 22 m de altura y 12 m de luz, y el otro suspendido, de 65 m de luz— que permien acceder al acantilado, de 30 m de altura:
- una cascada;
- una gruta, de 14 m de ancho y 20 m de altura, decorada con estalactitas de hasta 8 m;
- la ligne de Petite Ceinture;
- un promontorio;
- dos teatros de guiñoles: el Théâtre guignol Anatole y Le Guignol de París.

## Gestión ecológica
Desde hace algunos años, bajo las presiones de los políticos ecologistas parisinos, la gestión del parque ha sido modificada. Por este motivo ciertas partes del césped no son cortadas tan regularmente ni con las mismas herramientas, sino más bien segadas para permitir una diversificación de la flora. Los jardineros disponen de un pequeño tractor de montaña que les permite de realizar estas operaciones a pesar de las fuertes pendientes del parque.